# Nhũ thảo Việt Nam
Nhũ thảo Việt Nam (danh pháp: Galactia vietnamensis) là một loài thực vật có hoa trong họ Đậu. Loài này được Thuan miêu tả khoa học đầu tiên.